# Cyptodon dilatatus
Cyptodon dilatatus är en bladmossart som beskrevs av Jean Édouard Gabriel Narcisse Paris och W. P. Schimper in Fleischer 1914. Cyptodon dilatatus ingår i släktet Cyptodon och familjen Cryphaeaceae. Inga underarter finns listade i Catalogue of Life.